# کولین کووزکی
کولین کووزکی (به لهستانی:  Kulin Kłodzki) یک روستا در لهستان است که در گمینا لوین کووزکی واقع شده‌است.